# 大胡総合運動公園
大胡総合運動公園（おおごそうごううんどうこうえん）は、群馬県前橋市にある都市公園（運動公園）である。野球場や陸上競技・サッカー場などがある。
大野工業が2019年度から3年間20万円で命名権を取得し、大野工業大胡総合運動公園という愛称が与えられている。

## 概要
1996年から整備が行われ、近隣中学校の試合などが行われる。

## 沿革
- 2019年4月 - 大野工業が3年間の命名権を取得。大野工業大胡総合運動公園という愛称が与えられた。

## 野球場
面積は12000m2である、左右両翼は90m、中堅110mである。
主要施設照明設備は5基設置されている。
12月から2月末日までは使用できない。

## 陸上競技・サッカー場
面積は22540m2であり、400mトラックが8レーンある。
サッカー場としては1面が100m×70mで、人工芝である。照明設備は4基設置されている。

## テニスコート
面積は2425m2であり、砂入り人工芝のテニスコートが4面ある。
照明設備は15基設置されている。

## アクセス
- 上毛電気鉄道上毛線大胡駅からタクシーで10分[4]。